# Gyrus denté
Le gyrus denté ou gyrus dentelé (gyrus dentatus ou corps godronné) est un gyrus du lobe limbique du cortex cérébral. Il est situé au-dessus du sillon hippocampique, le long de l'hippocampe. C'est un cylindre de substance nerveuse plicaturé (formant de petites dents) qui se prolonge en avant, par la bandelette ou limbus de Giacomini enjambant l'uncus et à l'arrière, par le faisceau gris (fasciola cinerea).
Des cellules souches sont présentes dans certaines régions du cerveau adulte, telles que le gyrus denté et également la zone péri-ventriculaire. 
Le gyrus denté est bordé, en haut, par une lame de substance blanche, appelée fimbria de l’hippocampe.
|                           |              |
| Coupe coronale            | Coupe de T5. |
|                           |              |
| Gyrus de la face médiale. |              |